# Acrolophus perrensi
Acrolophus perrensi är en fjärilsart som beskrevs av Druce 1901. Acrolophus perrensi ingår i släktet Acrolophus och familjen Acrolophidae. Inga underarter finns listade i Catalogue of Life.